# Barbosania
Barbosania es un género extinto de pterosaurio ornitoqueírido sin cresta descubierto en el Miembro Romualdo de la formación Santana del nordeste de Brasil, datando de las etapas del Albiense al Cenomaniense. 
Barbosania fue nombrado y descrito por Ross A. Elgin y Eberhard Frey en 2011 y la especie tipo es Barbosania gracilirostris. El nombre genérico rinde homenaje al profesor Miguel Barbosa del Museu de História Natural de Sintra de Portugal en cuya colección se encuentra el holotipo. El nombre de la especie se deriva del latín rostrum, "rostro", y gracilis, "delgado", en referencia a la forma delgada de la parte anterior del cráneo.
El holotipo, MNHS/00/85, fue originalmente adquirido para la colección personal de Barbosa, que es la base del nuevo museo de Sintra, de vendedores de fósiles brasileños. Probablemente procede de Sierra de Maõsina, implicando una edad de finales del Albiano en el Cretácico Inferior, hace cerca de cien millones de años. Consiste en un esqueleto casi incompleto que incluye el cráneo, que está parcialmente articulado, sin comprimir. Las patas posteriores y la mayor parte del cuello no están presentes. El espécimen fue preparado en el Staatliches Museum für Naturkunde Karlsruhe de Alemania. Probablemente se trata de un individuo subadulto, aunque el cierre de las suturas en los huesos da una información algo contradictoria, puesto que la fusión de algunos elementos indica que ya estaba completamente desarrollado.
Varios especímenes previamente referidos a Brasileodactylus pueden en cambio pertenecer a Barbosania.
Barbosania era un pterodactiloide de tamaño medio con una longitud craneal de 392 milímetros. Su cuerpo medía 209,5 milímetros de largo. El cráneo es alargado con una leve curvatura hacia arriba en el hocico. Carece de crestas rostrales en la punta de su hocico lo que permite distinguirlo de otros pterosaurios relacionados. Tampoco presenta una cresta parietal en la parte superior de la cabeza. Los autores consideran que es improbable que esta morfología estuviera relacionada con su edad y rechazaron la explicación de que estos rasgos fueran causados por dimorfismo sexual hasta tener evidencia específica que lo pruebe. Los descriptores establecieron una única autapomorfia, o rasgo único: la posesión de trece vértebras dorsales en vez de las doce normales. Los primeros cuatro pares de dientes son extremadamente largos, formando una roseta para capturar presas resbaladizas como peces o calamares. La roseta sin embargo no se extiende lateralmente, lo cual se refleja en su epíteto de especie. Tiene al menos veinticuatro dientes en la mandíbula superior y veinte en la mandíbula inferior en cada lado, para un total de ochenta y ocho.
Barbosania fue asignado al grupo Ornithocheiroidea sensu Unwin y más precisamente a la familia Ornithocheiridae.